# آرتوش سیمونیان
آرتوش ولادیمیری سیمونیان (ارمنی: Արտուշ Վլադիմիրի Սիմոնյան؛ زادهٔ ۲ ژوئن ۱۹۶۰ - درگذشته ۱۱ نوامبر ۲۰۲۱) یک سیاستمدار اهل ارمنستان بود که از تاریخ ۲۰۰۳ تا تاریخ ۲۰۰۷ سمت نمایندگی دوره سوم مجلس ملی جمهوری ارمنستان را برعهده داشت.

## زندگی‌نامه
در	۲ ژوئن ۱۹۶۰ در ایروان به دنیا آمد و از دانشکده شرق‌شناسی دانشگاه دولتی ایروان فارغ‌التحصیل شد. وی در موزه هنر و ادبیات چارنتس (۱۹۸۲–۱۹۸۴)، hy:ՀԼԿԵՄ Կենտրոնական կոմիտե (۱۹۸۴–۱۹۸۸) و آرمنین ایرلاینز (۱۹۹۶-۲۰۰۳) فعالیت می‌کرد.  وی در 	۱۱ نوامبر ۲۰۲۱ در سن ۶۱ سالگی درگذشت